# 4-羟二丙基色胺
4-羟二丙基色胺（全称：4-羟基-N,N-二丙基色胺，缩写4-HO-DPT，或称为：Deprocin）是一种色胺衍生物，化学式为C16H24N2O，是二丙基色胺（DPT）的4-羟基衍生物。